# 夏色ドット
夏色ドット（なついろ - ）は、日本のバンド、ammoflightのメジャー2枚目のシングル。

## 記念日制定
本シングルのリリースを記念し、8月8日を「ドットの日」と制定。
これは、「8」には〇が2つ並んでおり、8が2つで〇4つのドット・水玉模様になることから、日本記念日協会へ記念日の申請を行い、認定・正式登録された。

## プロモーション
前作「桜グラフィティ」同様、多くのプロモーション活動が行われ「夏色ドット」は多数のラジオ局でヘヴィー・ローテーションとなり、結果的には2012年の夏に一番ラジオで流れた曲となった。
原宿・KDDIデザイニングスタジオでのフリーライブ開催、多数のラジオ番組・テレビ番組への出演、スイーツパラダイスとのコラボレーション（後述）。

### スイーツパラダイスとのコラボレーション
本シングルのリリースを記念し、『スイーツパラダイス』SoLaDo原宿店とのコラボレーションをした。内容は、8月8日から31日まで、店内がammoflight一色に染められる他、「夏色ドット」をモチーフにしたデザート、"アンモフライト×スイパラ「ピンクの水玉ドットゼリー」"が食べ放題メニューに登場するというもの。8月22日に原宿・KDDIデザイニングスタジオにて開催されたフリーライブの模様を写真撮影し、「スイーツパラダイス」SoLaDo原宿店での食事の際に見せると、100円キャッシュバックされるキャンペーンも行われた。

## 購入特典
- アニメ「ファイ・ブレイン 神のパズル」イラスト仕様スペシャルタスキ
- ジャケットサイズポストカードA（初回限定盤）
- ジャケットサイズポストカードB（通常盤初回プレス）
- タワーレコード限定　オリジナルクリアファイル（TOWER ver.）
- TSUTAYA限定　オリジナルクリアファイル（TSUTAYA ver.）

## 収録曲
編曲：ammoflight・シライシ紗トリ
1. 夏色ドット
作詞：シライシ紗トリ
作曲：津久井恒仁・シライシ紗トリ
2. スーパーステップ
作詞：津久井恒仁・シライシ紗トリ
作曲：津久井恒仁
アニメ「ファイ・ブレイン 神のパズル」EDテーマ
3. 「REC」
作詞・作曲：津久井恒仁
4. 夏色ドット -Instrumental-
5. スーパーステップ -Instrumental-
6. 「REC」 -Instrumental-

## 初回限定盤DVD
1. 夏色ドット ミュージッククリップ
2. 「REC」 ミュージッククリップ
3. ammohouseドキュメントVol.2〜アンモHi!スクールが開校したよ〜